# Agrochola thurneri
Agrochola thurneri är en fjärilsart som beskrevs av Charles Boursin 1953. Agrochola thurneri ingår i släktet Agrochola och familjen nattflyn. Inga underarter finns listade i Catalogue of Life.